# Беса (2. сезона)
Друга сезона серије Беса је емитована од 27. новембра до 26. децембра 2021. године на каналу Суперстар ТВ и садржи десет епизода.

## Радња
Радња се одвија две године после догађаја из прве сезоне.
Један од главних мотива и покретача радње друге сезоне доноси сукоб модерног и традиционалног тј. долазак новог времена и нових генерација које не држе до традиције и дате речи.
Друга сезона наставља се две године касније пошто је Урош Перић примио последњи задатак од шефа албанске мафије Дардана Берише: да убије инспектора Петрита Коција како би искупио сопствени живот.
Урош и његова породица налазе се на потпуно неочекиваном месту, док су шеф мафије Дардан и инспектор Интерпола Петрит смештени у неочекиване заплете и ситуације.
Упркос очевој забрани, Дритон Бериша, жељан освете, враћа се у Улцињ и покреће низ догађаја који ће наметнути дилему да ли је увек могуће одржати дату реч и заштитити породицу.

## Улоге
| Глумац                        | Улога                |
| ----------------------------- | -------------------- |
| Радивоје Буквић               | Урош Перић           |
| Арбен Бајрактарај             | Дардан Бериша        |
| Милош Тимотијевић             | Петрит Коци          |
| Милан Марић                   | Лука                 |
| Милица Гојковић               | Уна Перић            |
| Флорист Бајгора               | Дритон Бериша        |
| Хана Селимовић                | Дивна Дукић          |
| Менсур Сафхију                | Љах Бајрами          |
| Милица Зарић                  | Вера Коци            |
| Тристан Халилај               | Иљир Сокољи          |
| Реља Поповић                  | Игор Симић Иги       |
| Камка Тоциновски              | Ана                  |
| Марко Јањић                   | Мирко Сандић         |
| Катарина Час                  | Лара                 |
| Рефет Абази                   | Иса                  |
| Душан Ковачевић               | Спасоје              |
| Милутин Караџић               | Тодор Лекић          |
| Герт Раудсеп                  | Каспар               |
| Адриан Азири                  | Енвер                |
| Хендрик Томпере Џуниор Џуниор | Тобијас              |
| Неритан Личај                 | Фадиљ                |
| Ервин Бејлери                 | Флавио               |
| Сана Костић                   | Вања                 |
| Васа Тркуља                   | Вид                  |
| Небојша Миловановић           | Младен               |
| Јозеф Широка                  | Лули                 |
| Ментор Курти                  | Менсур               |
| Мирсад Тука                   | Баждаревић           |
| Лана Барић                    | Марија Перић         |
| Исток Шунтер                  | Видан Перић          |
| Славко Лабовић                | затворски силеџија   |
| Александар Гавранић           | Момо                 |
| Дамир Кустура                 | Турчин               |
| Гезим Жерка                   | Тристан              |
| Пол Мареј                     | Штраус               |
| Башким Алај                   | Ћамили 1             |
| Павле Богојевић               | Ћамили 2             |
| Деја Бајазити                 | Дрита                |
| Ања Ћурчић                    | плавуша              |
| Саша Али                      | Лепи                 |
| Мари Абел                     | психијатар           |
| Стефан Бундало                | Боки                 |
| Дарко Ивић                    | Јоца                 |
| Душан Радојичић               | полицијски инспектор |
| Сандра Бугарски               | социјална радница    |
| Данило Лончаревић             | човек са ташном      |
| Идро Сефери                   | логопед              |
| Селман Јусуфи                 | Скендер              |
| Греса Паласка                 | Теута Бериша         |
| Елизабета Бродић              | Бесијана             |
| Јон Раци                      | млади Дритон Бериша  |
| Борис Кобал                   | Ангело               |
| Божидар Зубер                 | Боро                 |
| Лана Караклајић               | Наташа               |
| Јово Максић                   | Иван                 |
| Ветон Османи                  | Мехмед Агани         |
| Марко Пантелић                | возач                |
| Ненад Гвозденовић             | Лукић                |
| Бислим Мучај                  | продавац             |
| Вахид Џанковић                | Љахов пријатељ       |
| Филип Бегановић               | дилер Џони           |
| Илија Мићуновић               | Момин телохранитељ   |
| Анђа Брстина                  | бебиситерка          |
| Раин Толк                     | доктор               |
| Ивана В. Јовановић            | гинеколог у Бечу     |
| Никола Крнета                 | патолог              |
| Данијела Чолић Призмић        | Естер                |
| Перо Јурчић                   | Јакоб                |
| Јован Дубовић                 | архитекта            |
| Маја Мркић                    | стјуардеса на јахти  |
| Слободан Тешић                | доктор у Београду    |
| Александер Сергенко           |                      |
| Артјом Каноненко              |                      |
| Бруно Волдемар Тамм           |                      |
| Јан Пулић                     |                      |
| Франко Бачић                  |                      |
| Тијана Мишковић               |                      |
| Брано Лазовић                 |                      |
| Балша Павићевић               |                      |
| Међен Шаптафи                 |                      |
| Ђорђе Николић                 |                      |
| Бранислав Ћалић               | Тип са Лепим         |

## Епизоде
| Бр. у серији | Бр. у сезони | Назив | Редитељ                                       | Сценариста                                                   | Пpемијерно емитовање |
| --- | ------------ | ----- | --------------------------------------------- | ------------------------------------------------------------ | -------------------- |
| 13 | 1            |       | Игор Стоименов, Никола Љуца и Милан Тодоровић | Младен Матичевић, Душан Булић, Игор Стоименов и Вук Ршумовић | 27. новембар 2021.   |
| Три године након последњег Урошевог задатка, породица Перић се налази на потпуно неочекиваном месту и у непотпуном саставу слави Виданов рођендан. Син Дардана Берише, Дритон, се враћа у Црну Гору из Италије, где га је отац послао на студије. Његов брат од ујака Иљир Сокољи већ води успешан посао из своје виле на Женевском језеру. Инспектор Петрит Коци је још увек жив и уз то ожењен. Његова партнерка из полиције Дивна наставља да прати активности клана Бериша. Лука трпи притисак јер му је у послу са кокаином директна сарадница Ана, која жели од њега да сазна ко јој је убио брата. Једна смрт у клану Бериша и неочекивани крај рођендана Видана Перића покренуће низ невероватних догађаја који ће поставити питање да ли је увек могуће одржати дату реч.                                                                          |              |       |                                               |                                                              |                      |
| 14 | 2            |       | Игор Стоименов, Никола Љуца и Милан Тодоровић | Младен Матичевић, Душан Булић, Игор Стоименов и Вук Ршумовић | 28. новембар 2021.   |
| Аутомобил са породицом Перић сударио се са камионом и слетио је у језеро; Урош је испао из возила док су Марија и Видан били у закључаној кабини која се пунила водом. Пошто прими вест о инциденту са породицом Уроша Перића, Петрит Коци из Беча хитно одлази за Естонију. У Београду Дивна Дукић и њен бивши муж започињу беспоштедну борбу за старатељство, а Дардан Бериша у црногорском затвору прима узнемирујућу посету. |              |       |                                               |                                                              |                      |
| 15 | 3            |       | Игор Стоименов, Никола Љуца и Милан Тодоровић | Младен Матичевић, Душан Булић, Игор Стоименов и Вук Ршумовић | 4. децембар 2021.    |
| Урош се буди из коме у естонској болници и у свести тешко се мири са смрћу жене и сина. У Бечу, Петрит Коци на послу има проблема да објасни свој изненадни пут у Естонију, а код куће одсуство које ће тек уследити. После преузимања клана без благослова и знања оца, Дритон Бериша је спреман да у њега уведе своје људе који ће се у његово име беспоговорно супротставити свакоме, па и његовом рођаку Иљиру Сокољију. Уна се, опхрвана кривицом, опоравља у болници док над њом бди Лука. На врата инспекторке Дивне Дукић покуцаће Лара Пирш, инспекторка одељења за унутрашњу контролу саопштивши јој да је под истрагом јер је бивши муж оптужио за насиље над њим. |              |       |                                               |                                                              |                      |
| 16 | 4            |       | Игор Стоименов, Никола Љуца и Милан Тодоровић | Младен Матичевић, Душан Булић, Игор Стоименов и Вук Ршумовић | 5. децембар 2021.    |
| Урош по повратку у Београд жели да потражи једину особу која му је остала у животу, своју ћерку Уну. Од Луке сазнаје да је у лошем стању. Инспектор Петрит Коци у Црној Гори одлучује да посети Дардана Беришу у затвору, а после неочекиваног исхода разговора и његовог сина Дритона тражећи од њега истину. Лара Пирш добија нови задатак да покрене истрагу Интерпола о разлозима неуспеха програма заштите сведока у случају породице Перић. Инспектори Дивна и Мирко лоцирају Лукин клан као највећег сарадника Иљира Сокољија у Београду, а Ану као главну везу између њеног рођака Иљира и Луке. Ана Луки поново поставља питање зашто још увек није открио ко јој је убио брата. Дивна прима посету која ће је престравити. |              |       |                                               |                                                              |                      |
| 17 | 5            |       | Игор Стоименов, Никола Љуца и Милан Тодоровић | Младен Матичевић, Душан Булић, Игор Стоименов и Вук Ршумовић | 11. децембар 2021.   |
| Урош Перић добија сенку у лику Љаховог сарадника Лепог који га прати свуда вребајући прави тренутак да заврши посао започет у Естонији. Ана покреће самосталну истрагу о убиству свог брата. Кад за то сазна, Лука постаје веома нервозан. У Црној Гори Дритон пристаје да помогне свом рођаку Иљиру и шаље Љаха да у његово име обави један разговор. Дивна стрепи од судског суочавања са бившим мужем збох утврђивања старатељства над њиховом ћерком, ни не слутећи какав преокрет их све очекује. |              |       |                                               |                                                              |                      |
| 18 | 6            |       | Игор Стоименов, Никола Љуца и Милан Тодоровић | Младен Матичевић, Душан Булић, Игор Стоименов и Вук Ршумовић | 12. децембар 2021.   |
| Урош Перић одлази на обалу Црне Горе, место где је његова и судбина његове породице кренула по злу. На исто место стиже и агенткиња Лара Пирш која ће покушати да утврди да ли је Коци на било који начин одао идентитет породице заштићеног сведока Апостола Божилова. У Београду инспекторка Дивна Дукић предаје бившем мужу ћерку над којом је изгубила старатељство. Игија све више притискају Ана и полиција, а Лука предузима конкретне кораке како би сакрио идентитет Јоновог убице. Дарданова беса је погажена и Урош одлучује да се по сваку цену суочи са њим. |              |       |                                               |                                                              |                      |
| 19 | 7            |       | Игор Стоименов, Никола Љуца и Милан Тодоровић | Младен Матичевић, Душан Булић, Игор Стоименов и Вук Ршумовић | 18. децембар 2021.   |
| Урош Перић започиње свој живот у Спужу у коме казну служи и Дардан Бериша. Покушава да не привуче Дарданову пажњу пре времена, али то постаје тешко због малтретирања које трпи. Дардан након повратка у стару ћелију добија и мобилни телефон којим овог пута зове Ису, свог највернијег сарадника и саопштава му свој тајни план. Кад Дритон схвати да га је Иљир искористио и надиграо одлучује да му се освети. У луци ће испливати Енверов леш са једним, наизглед случајним детаљем, који ће полицији указати на наводног убицу. Инспекторка Лара Пирш обраћа пажњу на телефонски позив који ће узнемирити Петритову асистенткињу Грету. После смрти мајке и брата Уна схвата да не може да настави живот у Лукином свету и одлучује да јој је потребно време да размисли шта даље. То време нагло ће прекинути особа коју Уна никако није очекивала. |              |       |                                               |                                                              |                      |
| 20 | 8            |       | Игор Стоименов, Никола Љуца и Милан Тодоровић | Младен Матичевић, Душан Булић, Игор Стоименов и Вук Ршумовић | 19. децембар 2021.   |
| Лука стиже у стан у који се Уна склонила са Видом и затиче Ану са пиштољем у једној и дететом у другој руци. Схвата да је Јонов убица разоткривен и да је Ана сада дошла по његову крв. Урош кришом у затворској радионици добија од чувара алатку која може да послужи као оружје у суочавању са Дарданом, кога у свакој прилици држи на оку. Дивна сазнаје да је Урош ухапшен у Црној Гори, а Петрит да је његова асистенткиња Грета учествовала у разоткривању идентитета породице заштићеног сведока. У кантини затвора у Спужу почиње општа туча међу затвореницима, због чега управник Тодор тамо упућује све наоружане чуваре... |              |       |                                               |                                                              |                      |
| 21 | 9            |       | Игор Стоименов, Никола Љуца и Милан Тодоровић | Младен Матичевић, Душан Булић, Игор Стоименов и Вук Ршумовић | 25. децембар 2021.   |
| Дардан Бериша после бега из затвора сакривен у Исиној кући на селу чека погодан тренутак за наредне кораке. Урош по повратку у Београд одлучује да посети једину особу за коју верује да може да му помогне, а да га притом неће издати. Фадиљ се сусреће са Луком и Игијем како би од њих сазнао нешто више о Анином нестанку. Љах долази у Београд да би потражио Лепог и довршио посао започет у Естонији, ни не слутећи шта ће му још боравак у престоници донети. Вера Коци на лекарском прегледу добија савет да покуша да смањи ниво стреса уколико жели да изнесе трудноћу. Исина верност Дардану биће на великом испиту... |              |       |                                               |                                                              |                      |
| 22 | 10           |       | Игор Стоименов, Никола Љуца и Милан Тодоровић | Младен Матичевић, Душан Булић, Игор Стоименов и Вук Ршумовић | 26. децембар 2021.   |
| Кренувши у лов на Дардана, Дритон у малој сеоској радњи уочава траг који ће га довести до њега. Кад сазна да је Љах у Београду убио Фадиља, Иљир одлучује да започне рат против Дритона. Дивна и Мирко покушавају да пронађу мотив за ову егзекуцију и тако открију ко заправо стоји иза ње. Урош по први пут након бекства долази у очеву кућу и тамо затиче незваног госта који му открива оно због чега се вратио у Београд. Кад Иљир због Фадиљевог убиства откаже испоруку, Иги губи контролу, а Лука одлучује да је време за велике промене. Вера Коци стиже у Црну Гору а због њеног мужа Петрита на исто место долази и Дивна... У финалу сезоне сазнаћемо да ли је Дритон пронашао оца, да ли је Дардан спознао величину синовљеве издаје и где је Уроша одвела истина?                                                                            |              |       |                                               |                                                              |                      |